# Pohoří Knuckles

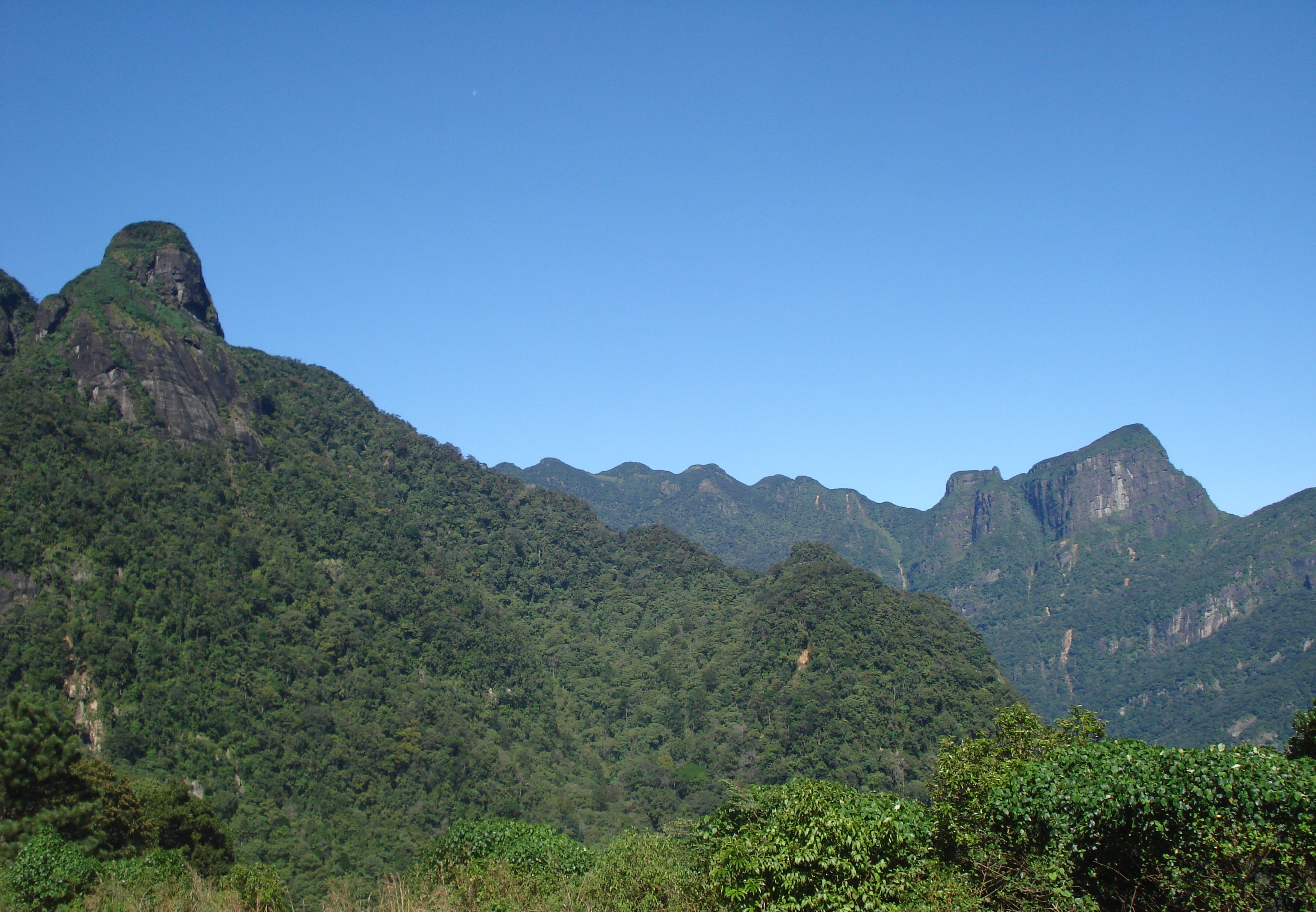
Pohoří Knuckles

Pohoří Knuckles leží v centrální Srí Lance, v okresech Matale a Kandy. Pohoří je pojmenováno podle řady ležících vrás a vrcholů na západě masivu, které při pohledu z určitých míst v okrese Kandy připomínají klouby zaťaté pěsti. Zatímco toto jméno bylo přiděleno ranými britskými zeměměřiči, sinhálští obyvatelé tuto oblast tradičně označovali jako Dumbara Kanduvetiya, což znamená pohoří plné mlhy.

## Charakteristika
Vyšší horská oblast je často pokryta silnými vrstvami mraků. Kromě estetické hodnoty je řada velmi vědecky zajímavá. Ve vyšších nadmořských výškách je řada izolovaných mlžných lesů, které ukrývají rozmanitou flóru a faunu. Ačkoli rozsah představuje přibližně 0,03 % celkové rozlohy ostrova, je domovem výrazně vyššího podílu biologické rozmanitosti země. Izolované pohoří Knuckles ukrývá několik reliktních endemických rostlin a živočichů, které se liší od centrálního masivu. Více než 34 procent endemických stromů, keřů a bylin na Srí Lance se nachází pouze v těchto lesích. Knuckles Conservation Forest byl v roce 2010 zařazen na seznam přírodního dědictví UNESCO jako součást Central Highlands of Sri Lanka.

## Vrcholy
V pohoří se nachází devět vrcholů nad 1200 metrů. Nejvyšší vrchol, „Gombaniya“ je 1906 metrů vysoký.

## Galerie

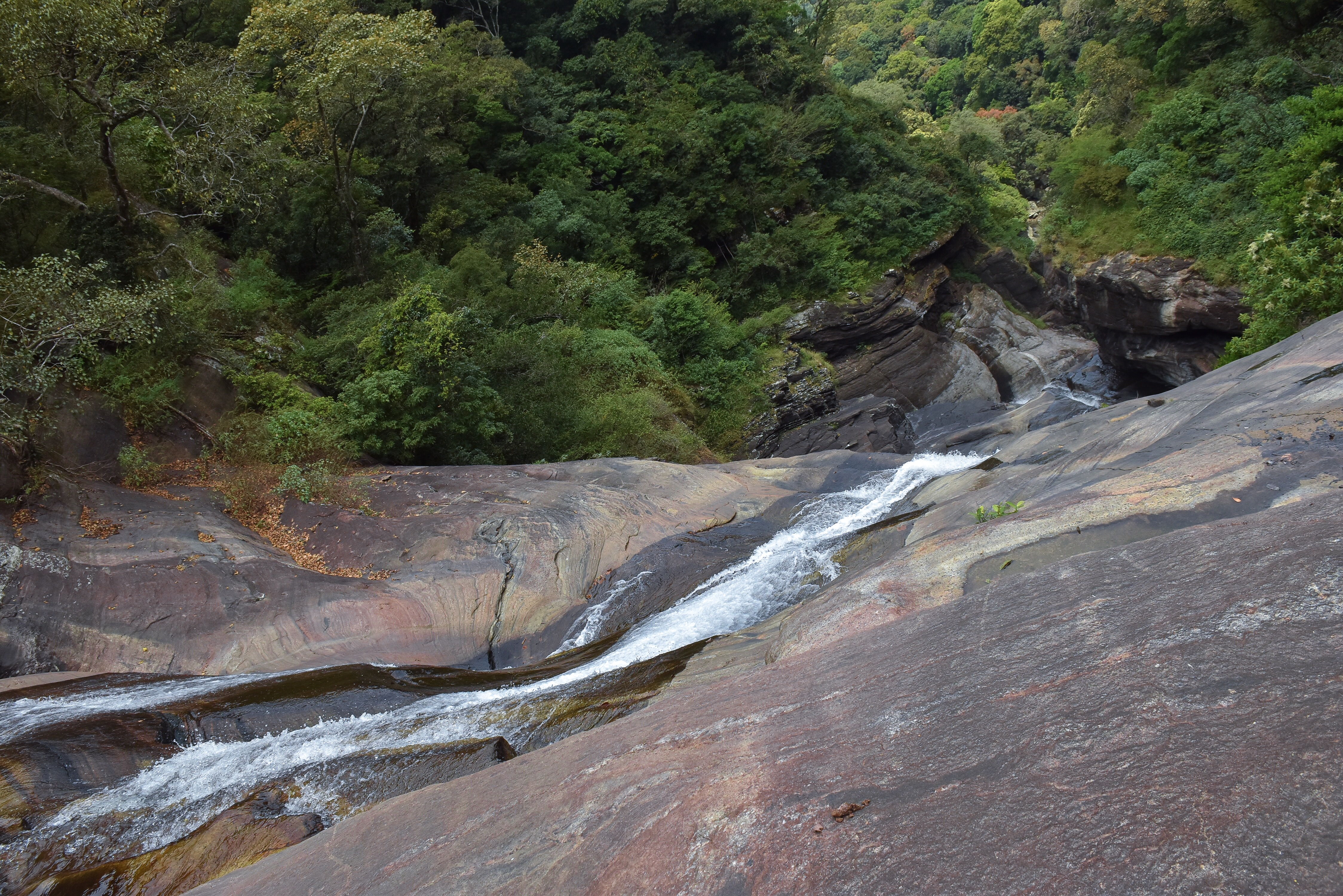
Potok v pohoří
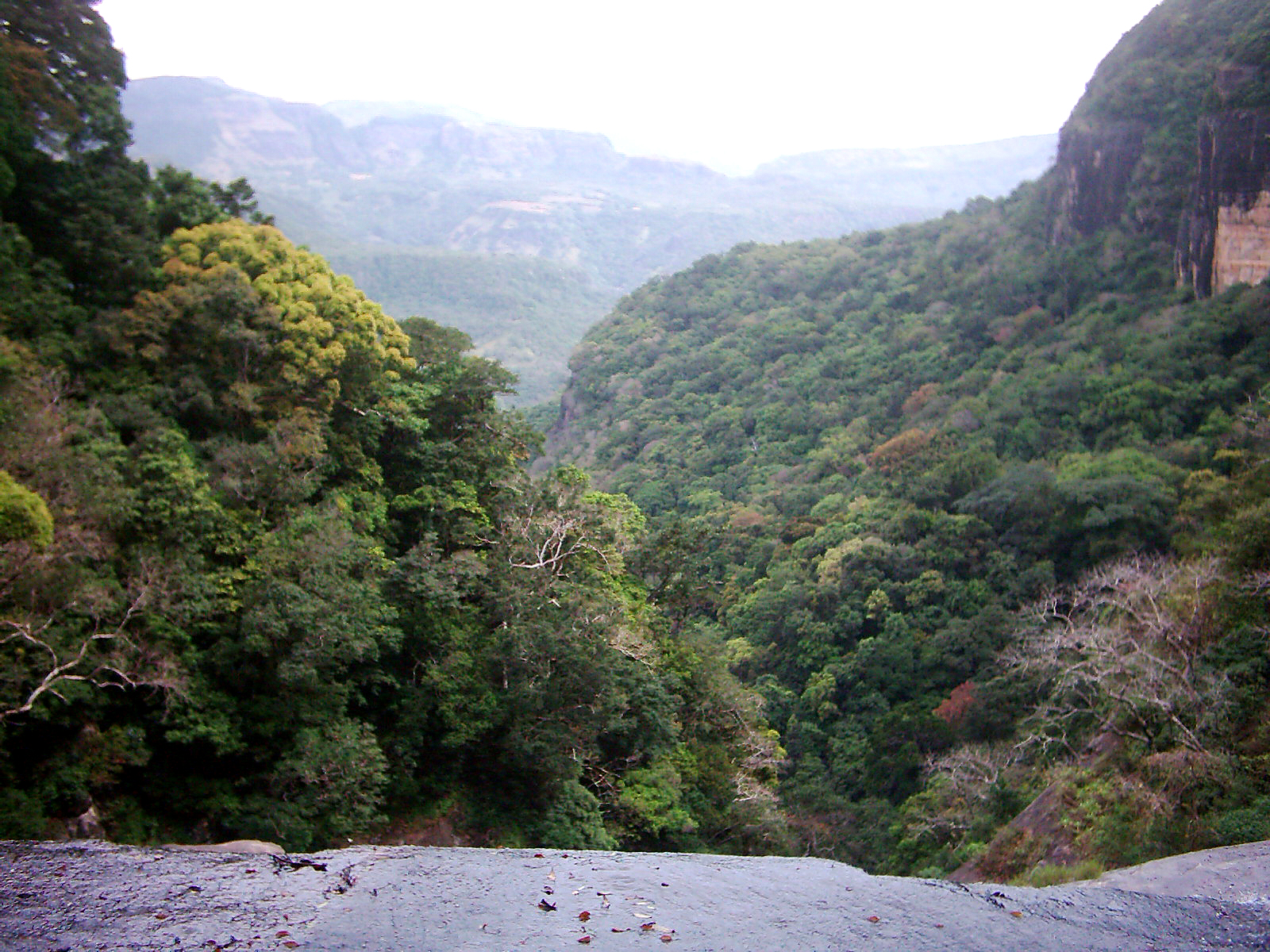
Deštný prales v pohoří
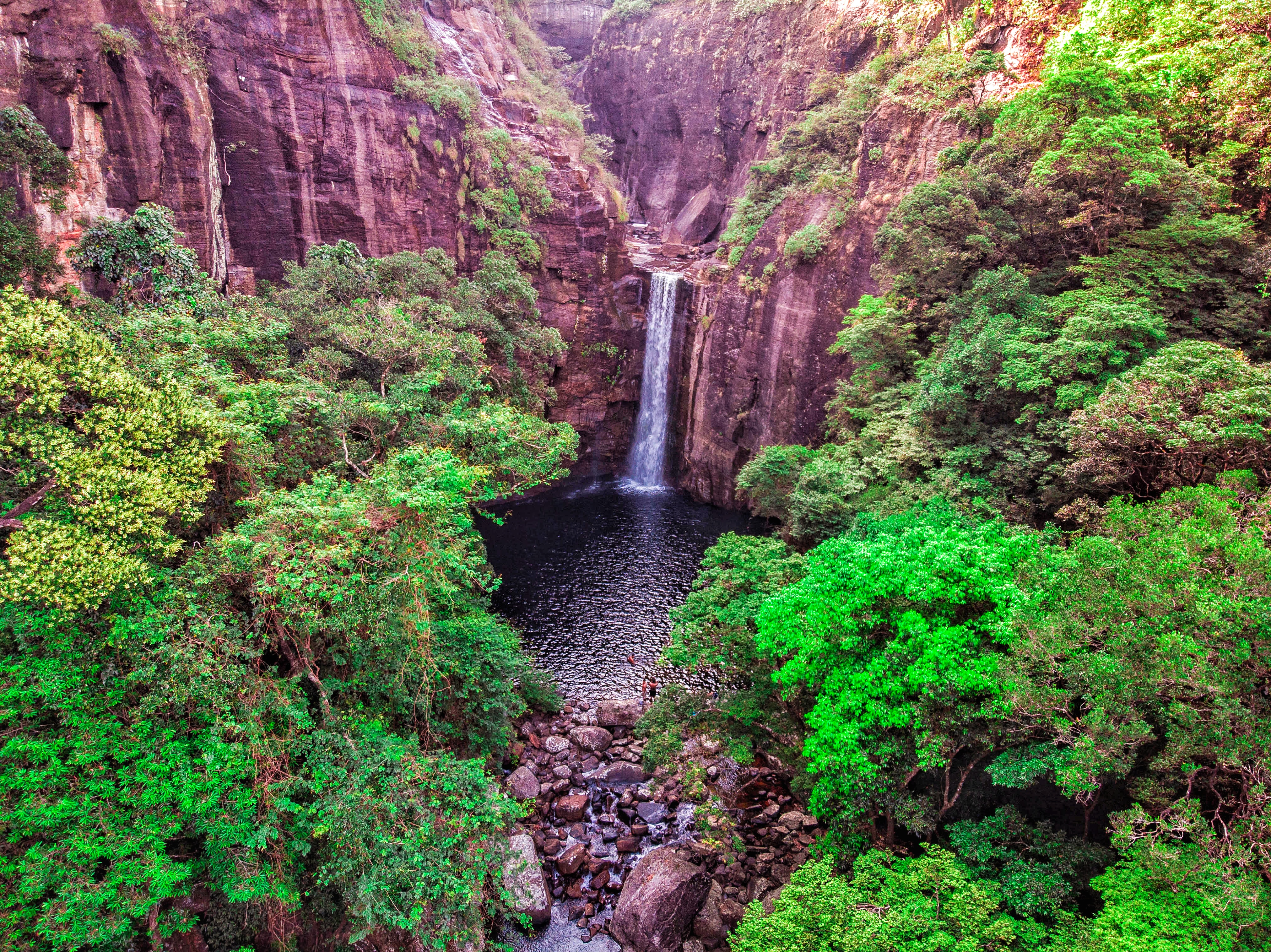
Vodopád v pohoří
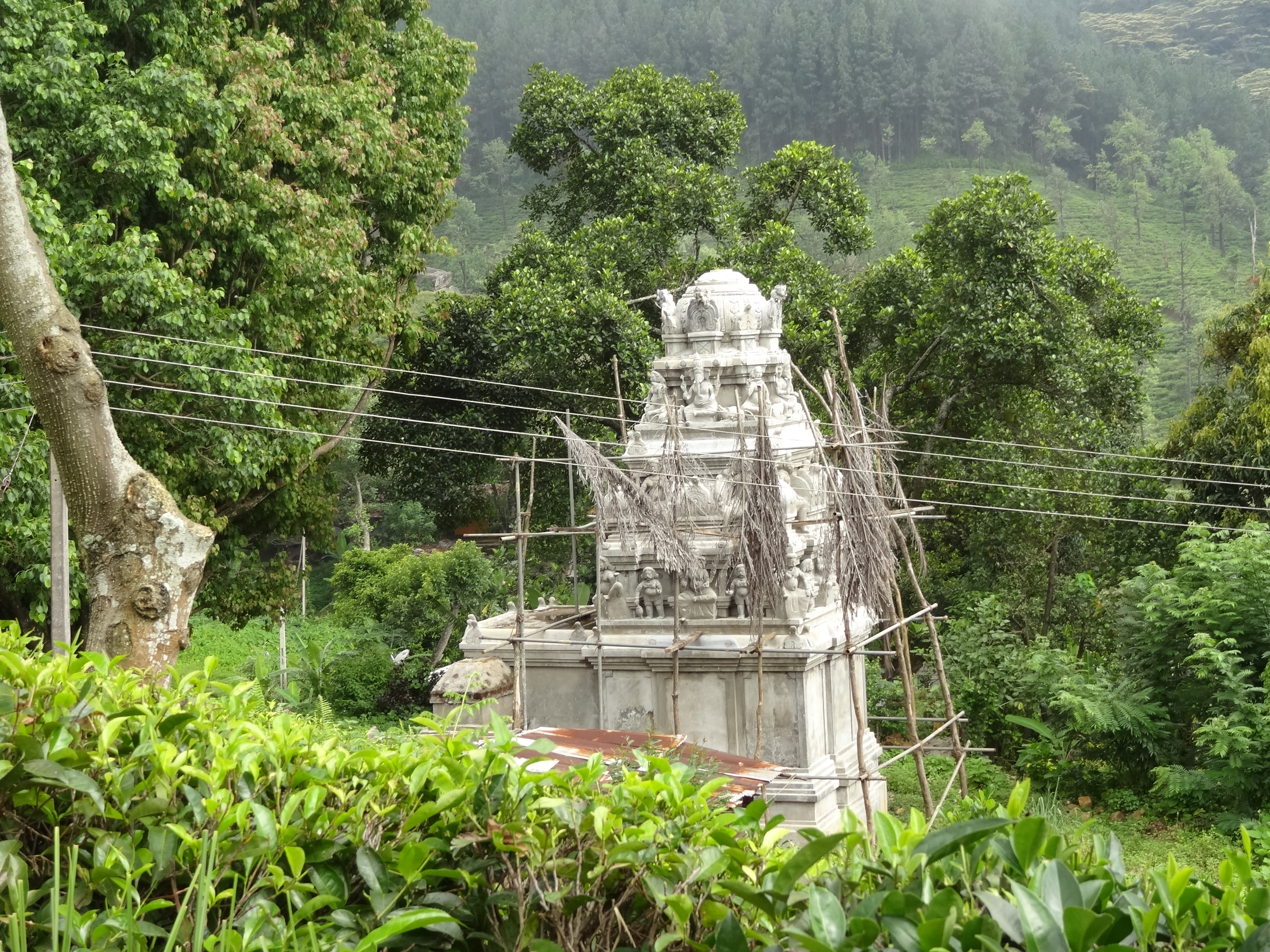
Hinduistická svatyně v pohoří